# Speocera
Speocera är ett släkte av spindlar. Speocera ingår i familjen Ochyroceratidae.

## Dottertaxa tillSpeocera, i alfabetisk ordning[1]
- Speocera amazonica
- Speocera apo
- Speocera asymmetrica
- Speocera bambusicola
- Speocera berlandi
- Speocera bicornea
- Speocera bismarcki
- Speocera bosmansi
- Speocera bovenlanden
- Speocera caeca
- Speocera capra
- Speocera crassibulba
- Speocera dayakorum
- Speocera debundschaensis
- Speocera decui
- Speocera deharvengi
- Speocera eleonorae
- Speocera fagei
- Speocera feminina
- Speocera indulgens
- Speocera irritans
- Speocera jacquemarti
- Speocera javana
- Speocera jucunda
- Speocera karkari
- Speocera krikkeni
- Speocera laureata
- Speocera leclerci
- Speocera machadoi
- Speocera microphthalma
- Speocera minuta
- Speocera molesta
- Speocera naumachiae
- Speocera octodentis
- Speocera pallida
- Speocera papuana
- Speocera parva
- Speocera phangngaensis
- Speocera pongo
- Speocera ranongensis
- Speocera songae
- Speocera stellafera
- Speocera suratthaniensis
- Speocera taprobanica
- Speocera transleuser
- Speocera troglobia
- Speocera vilhenai